# زرازي
زرازي (اللغة البولندية: زريزي، اللغة الليتوانية: زرازاي أو موفيرتي سوكتينوكاي). هو طبق يعتمد بشكل اساسي على اللحم حيث يتم تشكيل اللحم على شكل رولات وتمتاز هذه الوجبة بالشهرة الواسعة في بولندا وغرب بيلاروسيا وليتوانيا. ويعود أصله إلى عصر الكومنولث البولندي الليتواني.
التاريخ
```
تاريخيا غير المعروف بالتحديد متى تم اختراع هذا الطبق وماهي المنطقة التي بادرت بإعداده من مناطق 
الكومنولث البولندي الليتواني
 السابق وتدعي كل من بولندا وليتوانيا كلٌ على حده الى انهم هم الذين اكتشفوا طبق زريزي  
[
4
]
 وقد يشير شكله التقليدي الى ان المطبخ الليتواني من قام بإعداده في البداية ولكن اسمه يأتي من البولندية ويعني شريحة من اللحم المقطعة والمشوي.
[
5
]
```

المكونات
الزريزي التقليدي يتسم بشكل ملفوف ومصنوع من شرائح رقيقة من اللحم البقري، ويمكن أيضا إعداد طبق الزريزي من لحم العجل أو لحم الخنزير. مضاف له الملح والفلفل ومحشوة بالخضروات والفطر والبيض والبطاطس. وبالإضافة الى، ان هناك العديد من انواع مختلفة من الحشوات مثل المخللات ولحم الخنزير المقدد.
وبعد الانتهاء من مرحلة الحشو لرولات اللحم يتم تثبيته بخيط أو أعواد أسنان، بعد قليها بالزيت لفترة قصيرة من الزمن، ومن ثم يوضع الزريزي في طبق من الفخار مع الكرفس والبصل والتوابل وتغطى بمرق ساخن ثم يطهى طبق الفخار على درجة حرارة منخفضة.
وقبل تقديم طبق الزريزي، يتم إزالة الخيوط أو اعواد الاسنان ويتم رشه أحيانا بالدقيق أو وضع عليه القشدة الحامضة، وتؤكل وجبة الزريزي مع الصلصة التي تم طهيها فيها وعادة ما يتم تزيينها بالكاشا المفتتة، وعادة ما تعرف الكاشا بحبات الحنطة السوداء والشعير.